# La Calerita, Guerrero
La Calerita är en ort i Mexiko.   Den ligger i kommunen Coahuayutla de José María Izazaga och delstaten Guerrero, i den södra delen av landet, 290 km väster om huvudstaden Mexico City. La Calerita ligger 181 meter över havet och antalet invånare är 214. Den ligger vid sjön Presa Adolfo López Mateos.
Terrängen runt La Calerita är huvudsakligen kuperad, men åt nordväst är den platt. Runt La Calerita är det mycket glesbefolkat, med 6 invånare per kvadratkilometer. Närmaste större samhälle är Churumuco de Morelos, 11,6 km nordost om La Calerita. Trakten runt La Calerita består till största delen av jordbruksmark.